# Osella FA1M
Chronologie des modèles (1989-1991)
Osella FA1L Fondmetal F1
L'Osella FA1M (et ses dérivées Osella FA1M-E (le E signifiant Evoluzione) puis Fondmetal FA1M-E) est une monoplace de Formule 1 engagée dans le cadre des championnats du monde de Formule 1 1989 et 1990 par l'écurie italienne Osella puis, lors des deux premiers Grands Prix du championnat 1991, par l'écurie italienne Fondmetal qui a racheté Osella. 
Elle est pilotée, en 1989, par les Italiens Nicola Larini et Piercarlo Ghinzani puis uniquement par le Français Olivier Grouillard à partir de 1990, l'écurie n'ayant plus les moyens d'engager deux voitures.

## Historique

### Saison 1989
Pour le premier Grand Prix de la saison, au Brésil, Nicola Larini est le seul à qualifier sa Osella, en dix-neuvième position. L'Italien est toutefois disqualifié de la course pour un mauvais positionnement sur la grille de départ. À Saint-Marin, Larini, qualifié à une étonnante quatorzième place, tape le mur au virage Piratella du circuit d'Imola à quatre tours de l'arrivée, mais est classé douzième de l'épreuve.
Le reste de la saison est une suite de non-préqualifications et d'abandons en course. Après trois Grands Prix d'affilée où aucune Osella ne se préqualifie, dont une exclusion pour Piercarlo Ghinzani au Mexique pour n'avoir pas respecté un contrôle, Larini réalise le quinzième temps qualificatif au Grand Prix du Canada. Il abandonne néanmoins à mi-course sur problème électrique,,. Deux courses plus tard, en Grande-Bretagne, Larini, qualifié en dix-septième position, abandonne au bout de vingt-trois tours à cause d'une mauvaise tenue de route de sa FA1M. Au Grand Prix de Hongrie, dixième manche du championnat, Ghinzani prend le départ de la course pour la première fois cette saison. Parti vingt-deuxième, un problème électrique met fin à sa course au vingtième tour,. Plus tard, en Italie, l'Italien est victime d'un problème de boite de vitesses au bout de seize tours alors qu'il s'est qualifié vingt-quatrième. Lors du Grand Prix suivant, au Portugal, il est exclu avant la séance de préqualifications pour non-respect d'un contrôle.
Les trois dernières manches de la saison sont plus favorables à Osella, puisque seul Ghinzani échoue à se préqualifier, au Grand Prix du Japon. Lors de cette course, son équipier, qualifié en dixième position, soit la meilleure performance d'Osella dans cet exercice en 1989, abandonne au vingt-et-unième tour sur un problème de freins,. Auparavant, en Espagne, Larini et Ghinzani se qualifient en onzième et vingt-cinquième positions. Toutefois, Larini est lâche par sa suspension dès le sixième tour alors que son équipier abandonne onze boucles plus loin en raison d'une défaillance de sa boite de vitesses,. Lors de l'ultime épreuve, en Australie, Piercarlo Ghinzani, largement dominé par Larini, annonce qu'il met un terme à sa carrière en Formule 1 à la fin de la saison. Le vétéran italien, vingt-et-unième qualifié à six dixièmes de son équipier, onzième sur la grille, accidente sa monoplace au dix-huitième tour, alors que Larini casse son moteur dès le départ,.

### Saison 1990
Alors que Ghinzani a pris sa retraite et que Larini est parti chez Ligier, Enzo Osella, dépourvu de budget, n'engage qu'un seul pilote pour le championnat 1990, le Français Olivier Grouillard, en provenance de l'écurie de Guy Ligier. Osella se contente d'adapter sa monoplace à la réglementation, tandis que le moteur Ford-Cosworth gagne 25 chevaux.
Pour sa première course au volant de la FA1M-E, Grouillard réalise le huitième temps des qualifications du Grand Prix des États-Unis. Cette performance, la meilleure de la saison dans cet exercice, ne se concrétise pas en course puisque le Français abandonne au trente-neuvième tour à la suite d'un accrochage avec le pilote Brabham Gregor Foitek,.
Grouillard rentre dans le rang dès la manche suivante, au Brésil : qualifié vingt-et-unième, il accidente sa monoplace dès le huitième tour. Ensuite, à Saint-Marin, il subit un problème de roue à neuf tours de l'arrivée alors qu'il s'est élancé depuis la vingt-deuxième place sur la grille. Après avoir échoué à se qualifier pour le Grand Prix de Monaco, il termine treizième et dernier au Grand Prix du Canada, à cinq tours du vainqueur Ayrton Senna. Au Mexique, il finit dix-neuvième et dernier, à quatre tours d'Alain Prost.
Les quatre épreuves suivantes s'avèrent délicates pour Osella, qui enchaîne les non-qualifications et les non-préqualifications. Au Grand Prix de Belgique, Grouillard se qualifie en vingt-troisième position, avant de terminer seizième à deux tours de Senna,. À nouveau vingt-troisième qualifié en Italie, un problème de roue le contraint à abandonner au vingt-huitième tour. Non qualifié au Portugal pour six centièmes de seconde, Grouillard est encore victime d'un problème de roue en Espagne. Le Français échoue à se qualifier une nouvelle fois au Grand Prix du Japon, puis termine treizième et dernier de l'ultime manche du championnat, en Australie, à sept tours de Nelson Piquet et à trois tours du douzième, Stefano Modena, alors qu'il occupait la vingt-deuxième place sur la grille de départ,.

### Saison 1991
Enzo Osella, ne pouvant plus assurer la survie de son écurie, la vend à Gabriele Rumi, le patron du fabricant de jantes en alliage Fondmetal. Pour le début du championnat 1991, l'Osella FA1M-E, désormais rebaptisée Fondmetal FA1M-E, est réutilisée par Rumi, Fondmetal étant considérée comme l'héritière d'Osella,  et est confiée à Olivier Grouillard, en attendant l'arrivée de la Fondmetal F1.
Au volant d'une monoplace vieille de deux ans, Grouillard échoue à se préqualifier au Grand Prix des États-Unis, ne devançant que la Lamborghini 291 d'Eric van de Poele. Le Français est également le dernier non-préqualifié au Grand Prix du Brésil, sa FA1M-E tournant sept dixièmes de seconde plus lentement que la Coloni C4 de Pedro Chaves, avant-dernier non-préqualifié.
La FA1M-E est remplacée par la Fondmetal F1 dès la manche suivante, au Grand Prix de Saint-Marin.

### Engagements hors-championnat
En décembre 1989, 1990 et 1991, Osella, puis Fondmetal, est engagée au Trofeo Indoor di Formula 1, une épreuve d'exhibition organisée en marge du Motor Show de Bologne, une exposition internationale reconnue par l'Organisation internationale des constructeurs automobiles qui se tient dans les salons de la foire de Bologne. Bien que l'épreuve soit baptisée indoor, la piste, d'une longueur de 1 300 mètres, est située à l'extérieur des locaux de l'exposition. Cette « compétition-spectacle » permet aux écuries de se présenter devant leur public et est un moyen pour les directeurs d'écurie de nouer des contacts avec d'éventuels partenaires financiers pour compléter leur budget pour la saison à venir.
Pour l'édition 1989, un exemplaire de l'Osella FA1M est engagée. Pilotée par Enrico Bertaggia, elle réalise le quatrième temps des essais libres, à 1,5 seconde du meilleur temps effectué par Andrea De Cesaris, sur Dallara 189. La compétition est organisée en trois manches. Pour les quarts de finale, Bertaggia affronte son compatriote Claudio Langes, sur Eurobrun ER189, face à qui il gagne. Toutefois, le pilote Osella perd en demi-finales contre la Minardi M189 de Pierluigi Martini.
En 1990, l'Osella FA1M-E est confiée au titulaire Olivier Grouillard. Le Français remporte son duel en quarts de finale face à la Dallara 190 de Jyrki Järvilehto, qui a abandonné à cause d'un problème de boite de vitesses. Grouillard bat ensuite en demi-finale la Coloni du Portugais Pedro Chaves, mais échoue en finale, battu par la Minardi M190 de Gianni Morbidelli.
Pour 1991, Fondmetal engage à nouveau la FA1M-E. Confiée à Gabriele Tarquini, elle remporte le trophée après avoir battu successivement Antonio Tamburini (Coloni C4), Jyrki Järvilehto (Dallara 191) et Johnny Herbert (Lotus 102B).

## Résultats en championnat du monde de Formule 1
| Saison | Écurie               | Moteur               | Pneus    | Pilotes            | Courses | Courses | Courses | Courses | Courses | Courses | Courses | Courses | Courses | Courses | Courses | Courses | Courses | Courses | Courses | Courses | Points inscrits | Classement |
| Saison | Écurie               | Moteur               | Pneus    | Pilotes            | 1       | 2       | 3       | 4       | 5       | 6       | 7       | 8       | 9       | 10      | 11      | 12      | 13      | 14      | 15      | 16      | Points inscrits | Classement |
| ------ | -------------------- | -------------------- | -------- | ------------------ | ------- | ------- | ------- | ------- | ------- | ------- | ------- | ------- | ------- | ------- | ------- | ------- | ------- | ------- | ------- | ------- | --------------- | ---------- |
| 1989   | Osella Squadra Corse | Ford-Cosworth DFR V8 | Pirelli  |                    | BRÉ     | SMR     | MON     | MEX     | USA     | CAN     | FRA     | GBR     | ALL     | HON     | BEL     | ITA     | POR     | ESP     | JAP     | AUS     | 0               | 17e        |
| 1989   | Osella Squadra Corse | Ford-Cosworth DFR V8 | Pirelli  | Nicola Larini      | Dsq     | 12e*    | Npq     | Npq     | Npq     | Abd     | Npq     | Abd     | Npq     | Npq     | Npq     | Abd     | Exc     | Abd     | Abd     | Abd     | 0               | 17e        |
| 1989   | Osella Squadra Corse | Ford-Cosworth DFR V8 | Pirelli  | Piercarlo Ghinzani | Npq     | Npq     | Npq     | Exc     | Npq     | Npq     | Npq     | Npq     | Npq     | Abd     | Npq     | Npq     | Npq     | Abd     | Npq     | Abd     | 0               | 17e        |
| 1990   | Fondmetal Osella     | Ford-Cosworth DFR V8 | Pirelli  |                    | USA     | BRÉ     | SMR     | MON     | CAN     | MEX     | FRA     | GBR     | ALL     | HON     | BEL     | ITA     | POR     | ESP     | JAP     | AUS     | 0               | 16e        |
| 1990   | Fondmetal Osella     | Ford-Cosworth DFR V8 | Pirelli  | Olivier Grouillard | Abd     | Abd     | Abd     | Nq      | 13e     | 19e     | Npq     | Nq      | Nq      | Npq     | 16e     | Abd     | Nq      | Abd     | Nq      | 13e     | 0               | 16e        |
| 1991   | Fondmetal F1         | Ford-Cosworth DFR V8 | Goodyear |                    | USA     | BRÉ     | SMR     | MON     | CAN     | MEX     | FRA     | GBR     | ALL     | HON     | BEL     | ITA     | POR     | ESP     | JAP     | AUS     | 0               | 16e        |
| 1991   | Fondmetal F1         | Ford-Cosworth DFR V8 | Goodyear | Olivier Grouillard | Npq     | Npq     |         |         |         |         |         |         |         |         |         |         |         |         |         |         | 0               | 16e        |

Légende : ici 
- * Le pilote n'a pas terminé la course mais est classé pour avoir parcouru plus de 90 % de la distance de course.